# Agence nationale de la police (Taïwan)
Pour les articles homonymes, voir Agence nationale de la police.
L'Agence nationale de la police (officiellement en anglais : National Police Agency (NPA), en chinois traditionnel : 警政署) constitue la police nationale de la Taïwan. Elle comprend aussi des polices provinciales et municipale (dont celle de la capitale Taipei) qui lui sont subordonnées.

## Histoire
L'agence est créée le 5 juillet 1972, dans le cadre de la réorganisation du Quartier général de la police nationale.

## Organisation
Elle dépend du Ministère de l'Intérieur. Son siège est à Taipei.
Aujourd'hui [Quand ?] l'ANP comprend les :
- Criminal Insvestigation Bureau : semblable au FBI.
- National Highway Police Bureau (國道公路警察局): la Police autoroutière.
- Harbor Police Offices (港務警察局): appartenant à la Police des Frontières. Ces quatre offices ont pour juridictions les ports de Keelung, Taichung, Kaohsiung, et Hualien.
- Railway Police Bureau (鐵路警察局): police ferroviaire compétent sur les réseaux et dans les bâtiments et gares des Taiwan Railway Administration  (3 sections actives depuis 1949)  et Taiwan High Speed Rail  (1 section créée le 26 décembre 2006).
- Airport Police Bureau (航空警察局): Police aérienne compétente sur  l'ensemble des aéroports civils du pays. Son QG est situé dans l'enceinte du Taiwan Taoyuan International Airport.
- National Park Police Corps (國家公園警察大隊): Jurisdiction sur les parcs nationaux de la république de Chine
- Taiwan Police College (zh:臺灣警察專科學校) : l'école de police
- Police Armory (警察機械修理廠) : Bureau de l'armement
- Police Telecommunications Office (警察電訊所)

Elle disposait depuis les années 1990 d'un escadron d'hélicoptères Dauphin transféré en 2005 au nouvellement créé Corps national de service aéroporté.